# Aermacchi M-346
M-346 — современный итальянский учебно-тренировочный самолёт (УТС). Первоначально разрабатывался совместно российским ОКБ им. А. С. Яковлева и итальянской L’Alenia Aermacchi. Из-за разногласий с итальянским партнёром совместная разработка на завершающем этапе прекратилась. Каждая из компаний получила документацию на базовую версию будущего самолёта (планер), после чего выпустили собственные варианты самолётов: Aermacchi построили УТС M-346, а ОКБ им. Яковлева — учебно-боевой самолёт Як-130. За L’Alenia Aermacchi остались права на дистрибуцию и маркетинг самолёта во всём мире, за исключением СНГ (включая Россию).
После постройки двух прототипов третий предсерийный образец M-346 LRIP00 поднялся в воздух с аэродрома Венегоно в понедельник, 7 июля 2008 года. Был представлен на международном авиасалоне в Фарнборо июле 2008 года.
Применение в его конструкции композитных материалов и титана позволило уменьшить массу на 700 кг по сравнению с исходным прототипом, что улучшило характеристики аппарата.
Самолёт предназначен для углублённой лётной подготовки пилотов и способен развивать скорость до 1060 км/час. На M-346 установлено два турбовентиляторных двигателя Honeywell F124-GA-200. В состав оборудования самолёта входят три цветных дисплея в кабине пилотов, комплект БРЭО Alenia Difesa, катапультируемое кресло Martin Baker/SICAMB: Mk.16. В боевой версии способен нести нагрузку массой до 3000 кг на 9 узлах подвески.

## Технические характеристики
Источник данных: официальный сайт Leonardo 

Технические характеристики
- Экипаж: 2 человека
- Длина: 11,49 м
- Размах крыла: 9,72 м
- Высота: 4,76 м
- Площадь крыла: 23,52 м²
- Масса пустого: 4610 кг
- Нормальная взлётная масса: 6700 кг
- Максимальная взлётная масса: 9500 кг
- Масса топлива во внутренних баках: 1875 кг

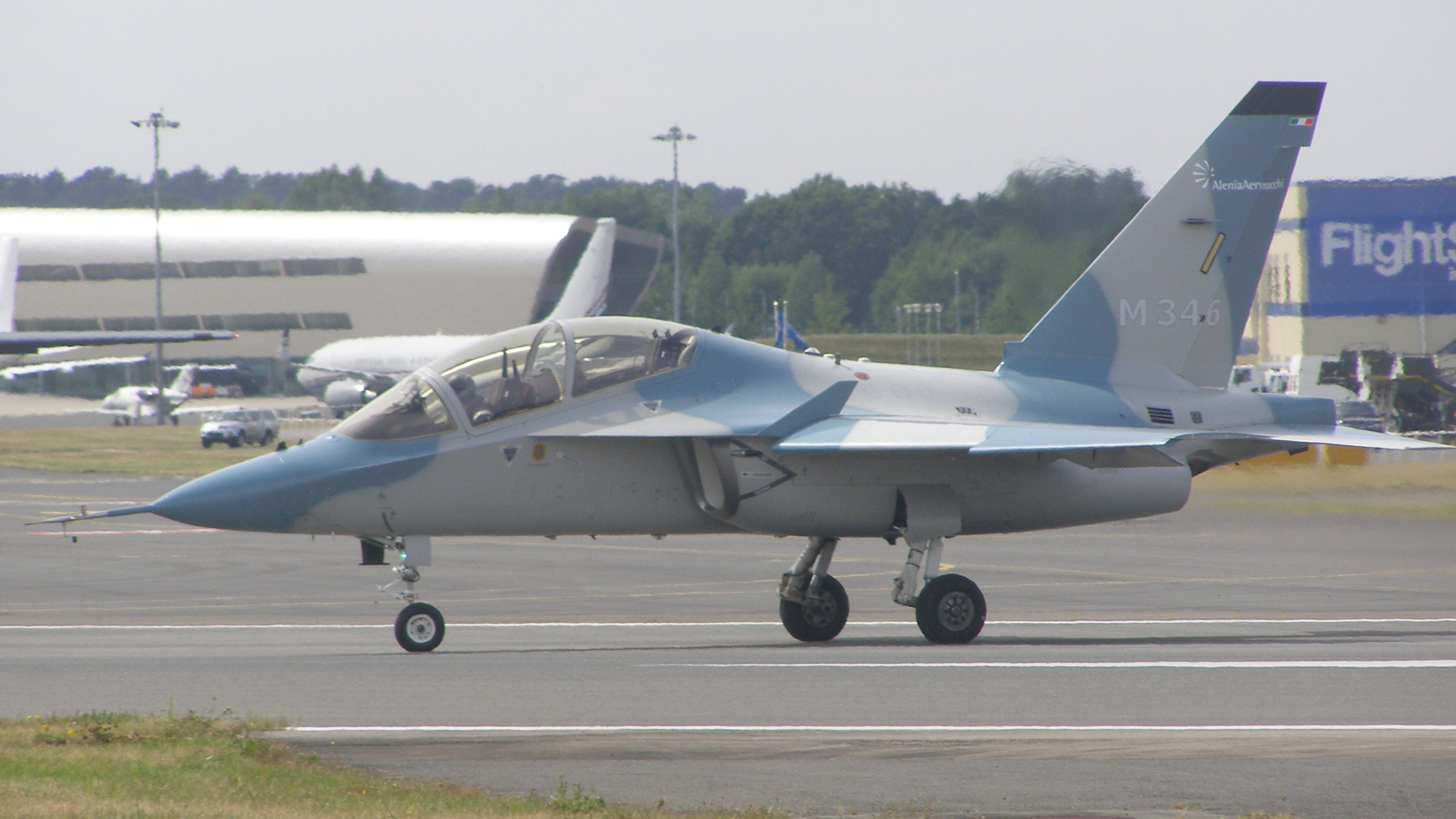

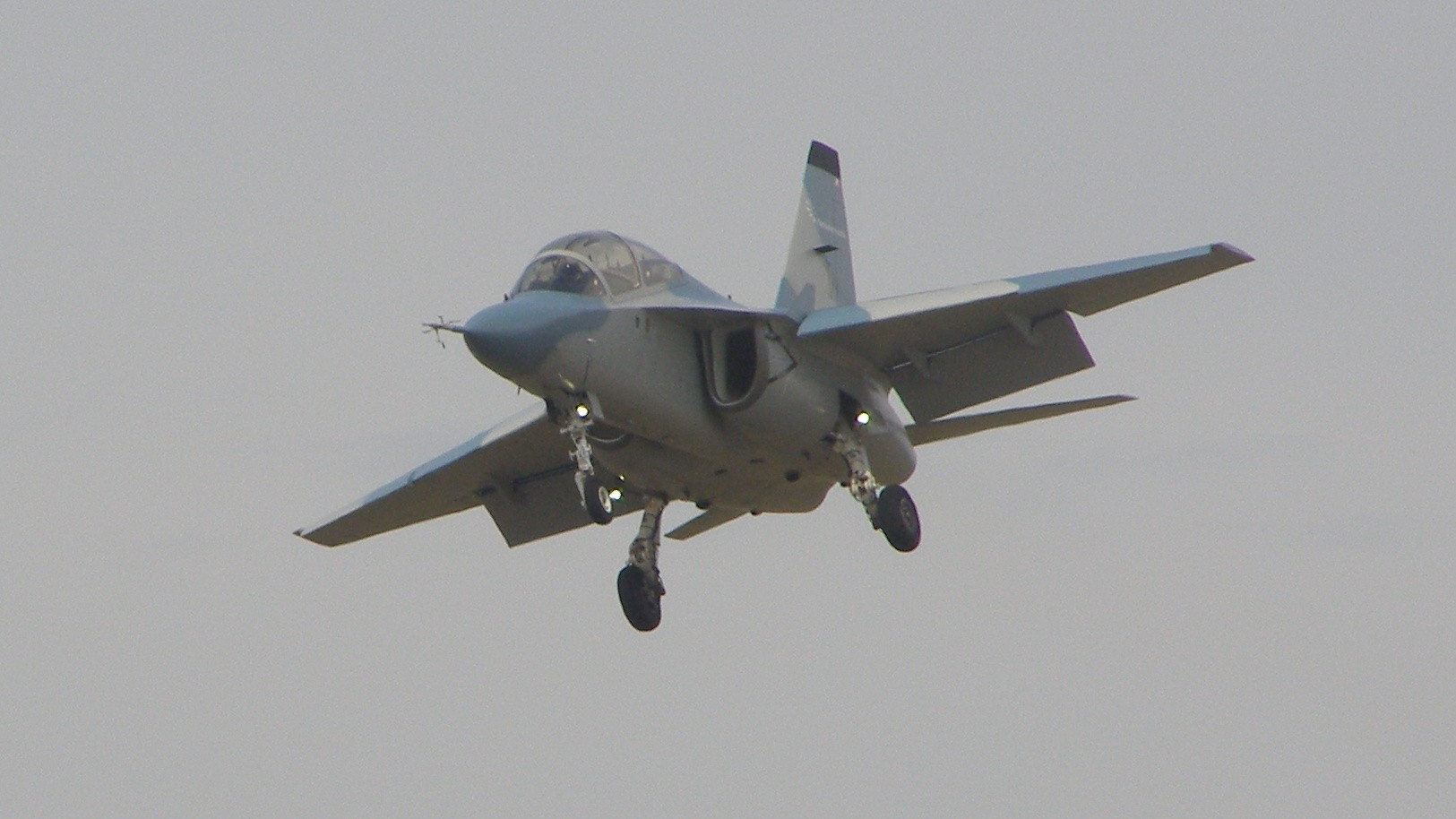

  - масса топлива в ПТБ: 3 ПТБ × 465 кг
- Объём топливных баков:  
  - внутренних: 2335 л
  - ПТБ: 3 × 580 л
- Силовая установка: 2 × ТРДД Honeywell F124-GA-200[англ.]
- Тяга: 2 × 2850 кгс

Лётные характеристики
- Максимальная скорость: 1060 км/ч
- Практическая дальность:  
  - со 100 % топлива: 2000 км
  - с 3 ПТБ: 2700 км
- Практический потолок: 13 700 м
- Скороподъёмность: 112 м/с (6705 м/мин)
- Нагрузка на крыло: 285 кг/м²
- Тяговооружённость: 0,84
- Длина разбега: 420 м
- Длина пробега: 550 м
- Максимальная эксплуатационная перегрузка: -3/+8 g

Вооружение
- Точки подвески: 9
- Боевая нагрузка: 3000 кг

## На вооружении
- Италия — ВВС Италии имеют 18 самолётов в эксплуатации по состоянию на 2024 год. Ещё четыре самолёта используются Международной школой лётной подготовки (управляемой ВВС Италии и компанией Leonardo)[4].
- Сингапур — Вооружённые силы Сингапура имеют 12 единиц, по состоянию на 2016 год[5].
- Израиль — ВВС Израиля имеют 30 единиц по состоянию на 2016 год[6]. Все 30 самолётов были заказаны в 2012 году[7].
- Польша — ВВС Польши имеют 12 самолётов в эксплуатации по состоянию на 2024 год[8]. Ещё 4 самолёта заказано[9][10].
- Азербайджан — в 2021 году ВВС Азербайджана заказали 15 самолётов M-346, в каких модификациях заказаны машины пока что неизвестно[11][нет в источнике][12].
- Туркменистан — ВВС Туркмении имеют 6 самолётов в эксплуатации (4 M-346FA и 2 M-346FT/DR) по состоянию на 2022 год[13][14].
- Египет — ВВС Египта планируют заказать 24 самолёта[15][16][17][18][19].
- Нигерия — в 2021 году ВВС Нигерии заказали 12 самолётов M-346FA. Имеется опцион ещё на 12 машин[20][21].
- Греция — 2 M-346 на вооружении по состоянию на 2024 год[22]. В 2021 году ВВС Греции заказали у Израиля 10 самолётов M-346 из состава ВВС Израиля[15][23].

## Лётные происшествия
18 ноября 2011 года прототип, который участвовал в показе на «Дубай Эйршоу», разбился после отлёта из Дубая в Италию.
11 мая 2013 года ещё один самолёт разбился спустя 20 минут после взлёта из-за неполадок с двигателем.
12 июля 2024 года под Гдыней разбился самолет M-346 Bielik польских ВВС. Пилот погиб.

## Сравнение с аналогами
|                           | Як-130                                  | Aermacchi M-346                    | BAE Hawk T2 (Mk. 128) LIFT        | Hongdu L-15        | Aero L-159 ALCA               | KAI T-50 Golden Eagle         |
| ------------------------- | --------------------------------------- | ---------------------------------- | --------------------------------- | ------------------ | ----------------------------- | ----------------------------- |
| Внешний вид               |                                         |                                    |                                   |                    |                               |                               |
| Стоимость единицы, USD    | ~15 млн (на экспорт) ~7 млн (для ВС РФ) | ~30—35 млн                         | 29—33 млн                         | ~10 млн            | 10—12 млн                     | ~25 млн                       |
| Принят на вооружение, год | 2010                                    | 2011                               | 2009                              | 2013               | 2001                          | 2007                          |
| Годы производства         | c 2009                                  | с 2010                             | н/д                               | c 2012             | 1997—2003                     | c 2005                        |
| Размах крыла, м           | 9,84                                    | 9,72                               | 9,94                              | 9,48               | 9,54                          | 9,45                          |
| Длина, м                  | 11,49                                   | 11,49                              | 12,43                             | 12,27              | 12,72                         | 13,14                         |
| Масса пустого, кг         | 4600                                    | 4600                               | 4480                              | 4960               | 4350                          | 6470                          |
| Макс. взлётная масса, кг  | 10 290                                  | 10 200                             | 9100                              | 9500               | 8000                          | 12 300                        |
| Боевая нагрузка, кг       | 3000                                    | 3000                               | 3000                              | 3000               | 2700                          | 3740                          |
| Практический потолок, м   | 12 500                                  | 13 700                             | 13 500                            | 16 000             | 13 200                        | 14 630                        |
| Макс. скорость, км/ч      | 960 (1060 без подвесок)                 | 1060                               | 1030                              | 1479               | 936                           | 1640                          |
| Дальность без ПТБ, км     | 2000                                    | 2000                               | 2500                              | 3100               | 1600                          | 1851                          |
| Двигатель                 | 2 × ТРД АИ-222-25                       | 2 × ТРД Honeywell/ITEC F124-GA-200 | 1 × ТРД Rolls-Royce Adour Mk. 951 | 2 × ТРД АИ-222-25Ф | 1 × ТРД Honeywell F124-GA-100 | 1 × ТРД General Electric F404 |
| Макс. тяга двигателя, кН  | 2 × 24,7                                | 2 × 27,8                           | 1 × 29,0                          | 2 × 24,7 (41,2)    | 1 × 28,2                      | 1 × 53,07 (78,7)              |
| Произведено               | более 160                               | 49                                 |                                   |                    | 72                            | 99                            |
| Заказано                  | более 160                               | 57                                 |                                   |                    |                               |                               |